# Пэрриш, Грейдон
Грейдон Пэрриш (англ. Graydon Parrish; род. 1970) — американский художник-реалист.

## Биография
Родился 3 апреля 1970 года в Финиксе, штат Аризона, но бо́льшую часть своего детства провёл в Восточном Техасе. Его родители, коллекционеры американского и европейского искусства XIX века, повлияли на его выбор профессии, чтобы он посвятил себя академической живописи.

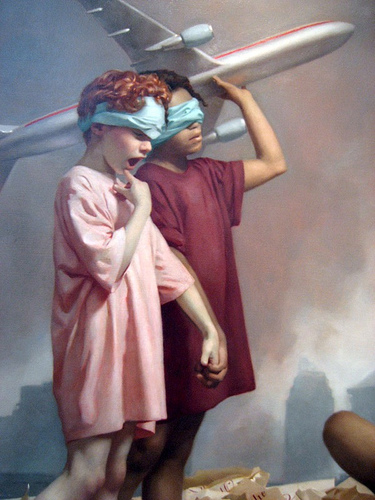
The Cycle of Terror and Tragedy (деталь)

Обучался в школе Booker T. Washington High School for the Performing and Visual Arts, которую окончил в 1988 году. Узнав о недавно созданной художественной академии New York Academy of Art, решил продолжить в ней обучение. Здесь познакомился с Якобом Коллинзом, будущим основателем Grand Central Academy of Art (ныне Institute of Classical Architecture and Art), где  Пэрриш работает инструктором. В Нью-Йоркской академии его наставниками стали Майкл Авиано, а также американский художник и педагог Фрэнк Рейли.

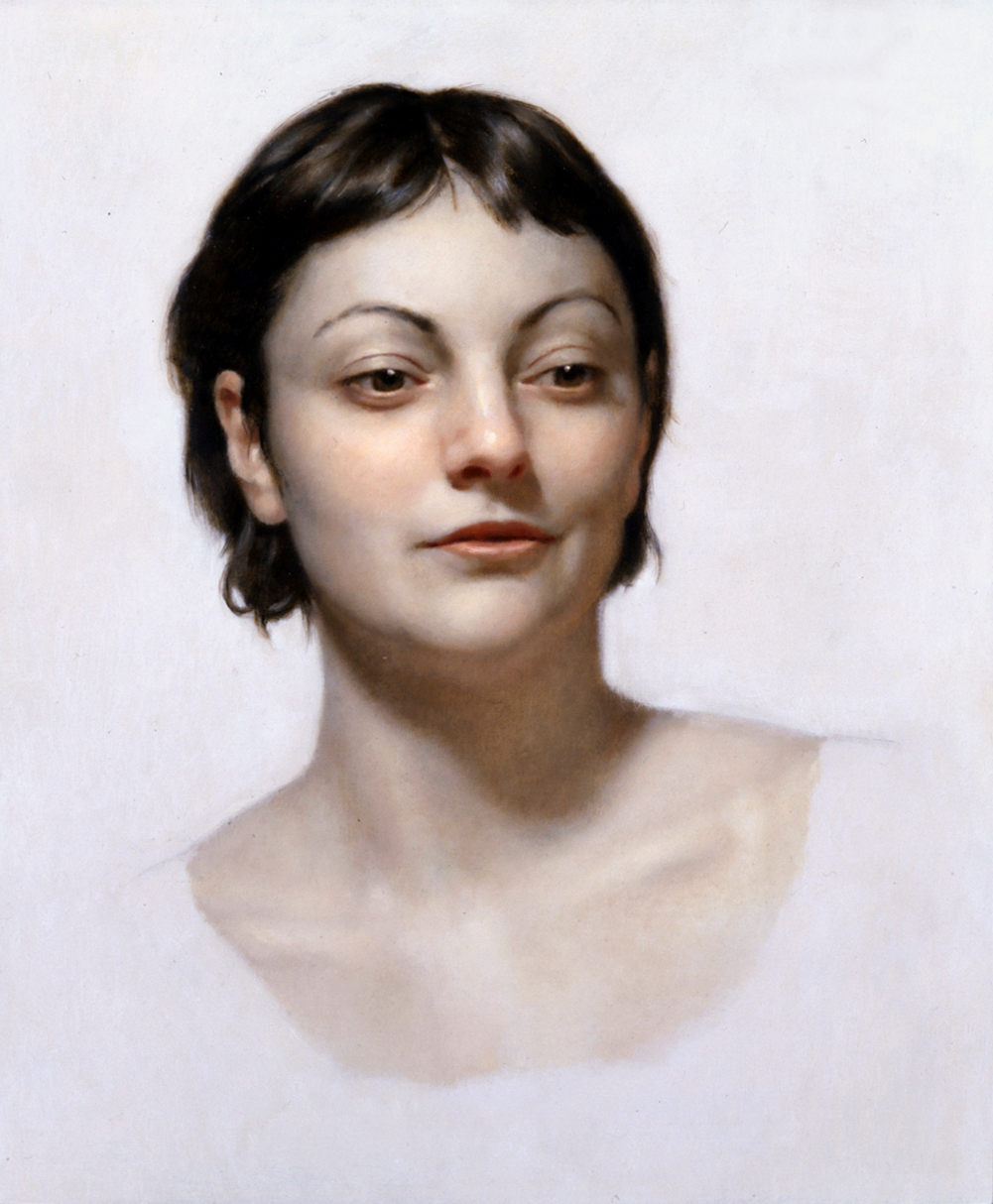
Female Head Study

После окончания New York Academy of Art со степенью Master of Fine Arts, Пэрриш учился в Амхерстком колледже, решив получить степень бакалавра. Его большая работа «Remorse, Despondence and the Acceptance of an Early Death», обеспечила ему диплом с отличием и была приобретена Художественным музеем Мида в Амхерсте.
C этого момента началась профессиональная карьера художника. Пэрриш пишет и выставляется в США и за рубежом. В 2002 году Дуглас Хайланд, директор Нью-Бритенского музея американского искусства обратился к Грейдону с просьбой создать аллегорическое картину, посвященную теракту 11 сентября. Готовое полотно «The Cycle of Terror and Tragedy» достигает более 18 футов в длину и является одной из крупнейших реалистических картин, когда-либо созданных в Америке.
С 1994 по 2008 годы Пэрриш руководил художественной студией в Амхерсте, штат Массачусетс. В 2008 году вместе с семьёй переехал в Остин, штат Техас, где живет и работает в настоящее время. Его работы приобретены многими музеями США.